# Gruta do Escoural

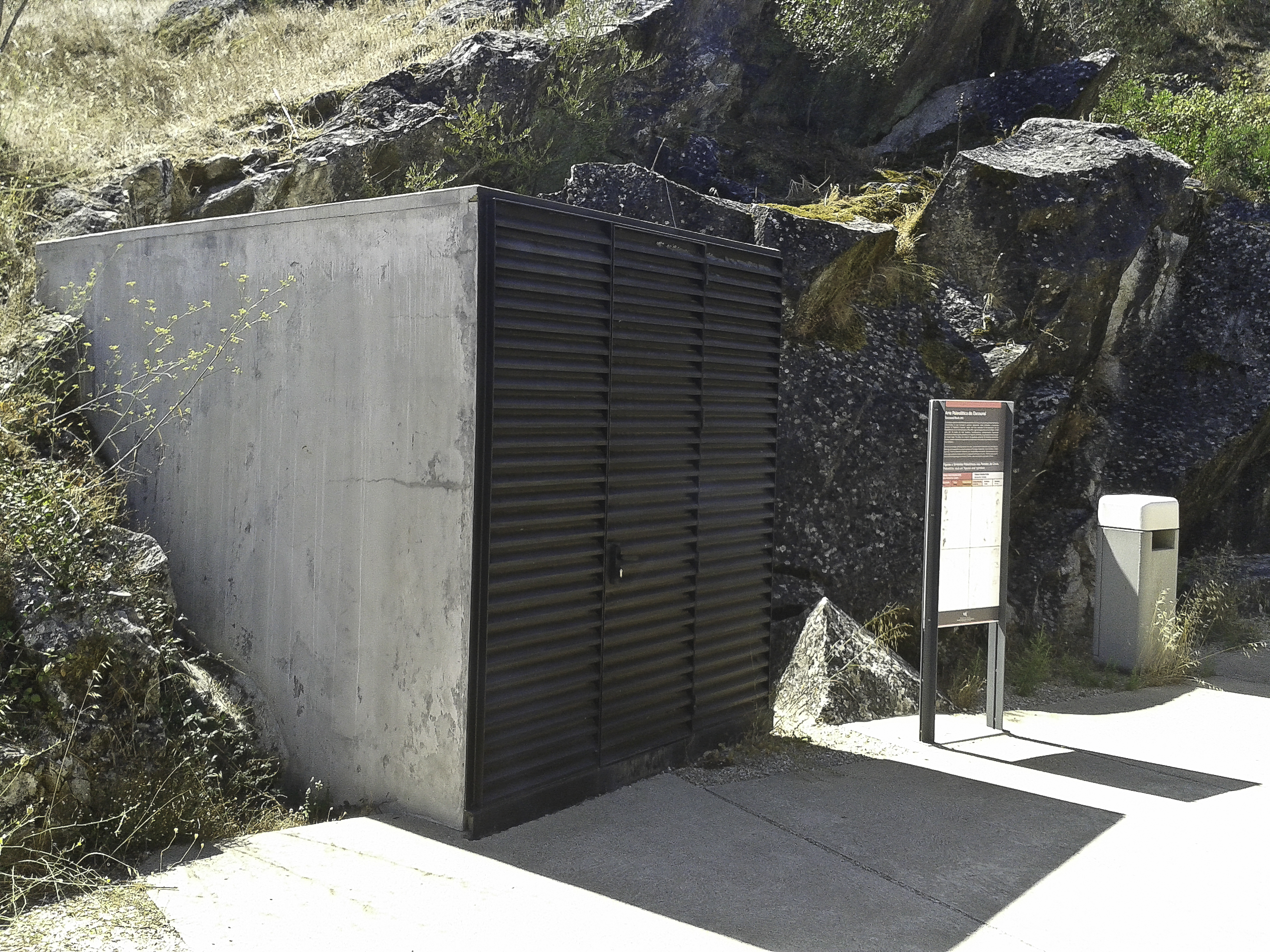
Na foto vê-se a ante-câmara construida numa das entradas (acesso A) da Gruta do Escoural (S. Brissos). É por aqui que começam as visitas à gruta.

A Gruta do Escoural ( S. Brissos) é uma cavidade natural conhecida pela arte rupestre paleolítica e enterros, localizada na aldeia de S. Brissos, município alentejano de Montemor-o-Novo, em Portugal.
Está classificada como Monumento Nacional desde 1963.

## Características
Geologicamente, o sítio está localizado entre as bacias hidrográficas do Tejo, o rio Sado, e da região das planícies alentejanas, na Serra de Monfurado de onde ainda é possível avistar a Serra da Arrábida.
Parcialmente selada por um espesso manto de estalagmites, a gruta é composta de várias salas e galerias. A primeira ocupação da gruta remonta ao Paleolítico Médio, quando grupos de caçadores-coletores neadertais a usaram como abrigo na a prática da caça. Com base em provas ósseas no interior da gruta, estes grupos caçavam nas proximidades auroques, cervos e cavalos. Mais tarde, durante o período Paleolítico Superior (35000–8000 a.C.), os residentes, constituídos por grupos anatomicamente considerados modernos, deixaram importantes vestígios na caverna.
A sua influência é evidenciada por uma rocha-santuário contendo pinturas de animais do período Paleolítico Superior. Mais tarde, quando da emergência do Neolítico (5000-3000 a.C.), as comunidades de agricultores e pastores aproveitaram esta cavidade natural para sepultar os seus mortos.
No final do Neolítico a gruta ficou encerrada mas as populações do Calcolítico (3000 a.C.) continuaram na região. A cerca de 600 metros existem restos de um povoado fortificado, bem como de outros povoados calcolíticos, e ainda um tolo megalítico.
A gruta do Escoural e a Furninha, em Peniche, são considerados monumentos geológicos e arqueológicos afins e de importância universal.

## Actualidade
Em 2009 foi sujeita a obras de requalificação num investimento de 350 mil euros ficando então suspensas as visitas às grutas e ao centro interpretativo.
As obras dotaram as grutas de um conjunto de condições, a nível ambiental, para preservação dos vestígios gráficos de gravura e pintura. Será construído um centro de acolhimento, que desemboca no monumento, protegendo as condições ambientais dentro das grutas.
No interior das grutas, o plano de requalificação previu uma reestruturação dos passadiços e da iluminação, sendo que no espaço envolvente ao monumento foi construido um novo parque de estacionamento.
A reabertura ao público ocorreu no dia 30 de Julho de 2011.

## Galeria

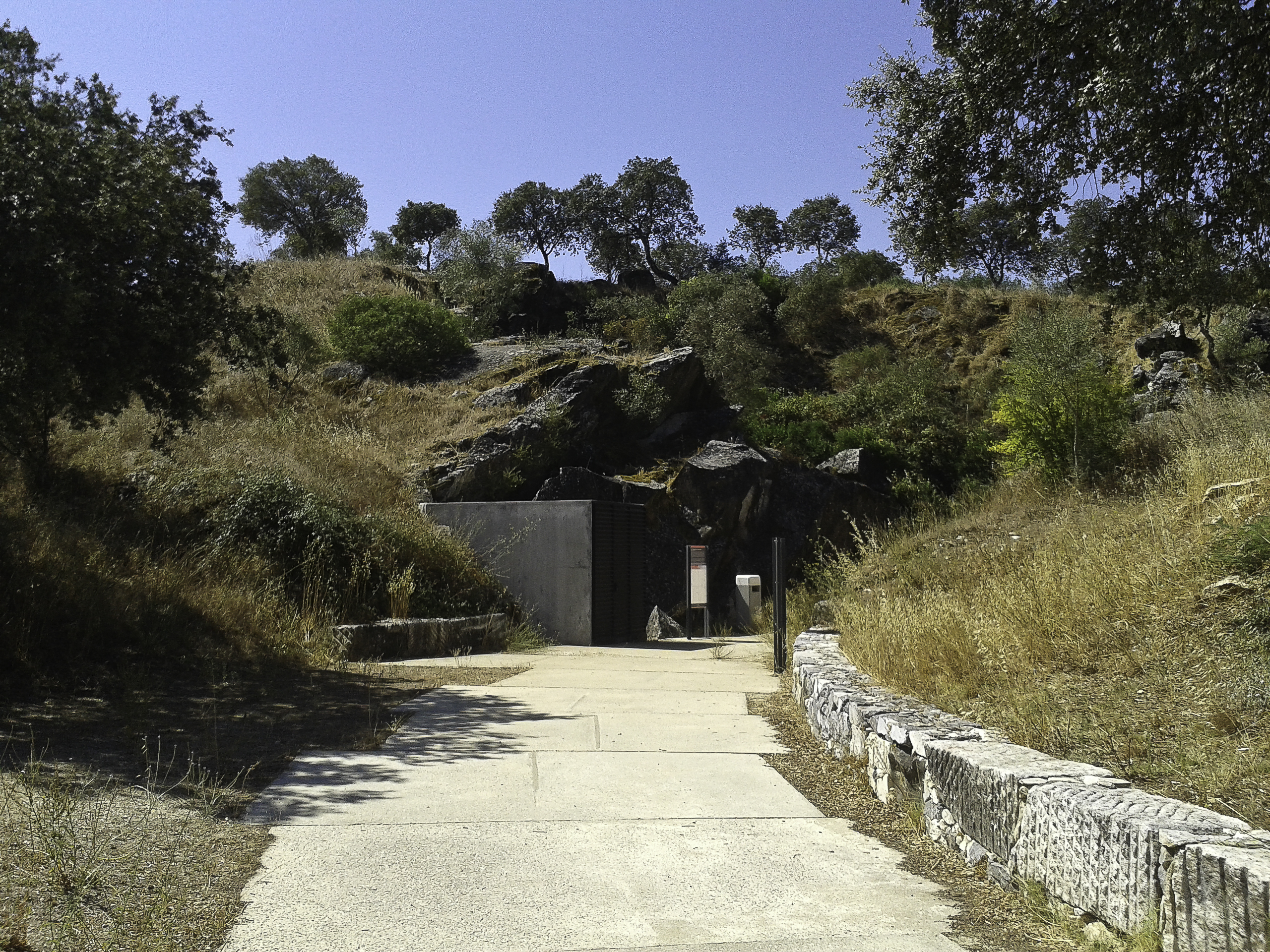
Entrada para o conjunto arqueológico da Gruta do Escoural
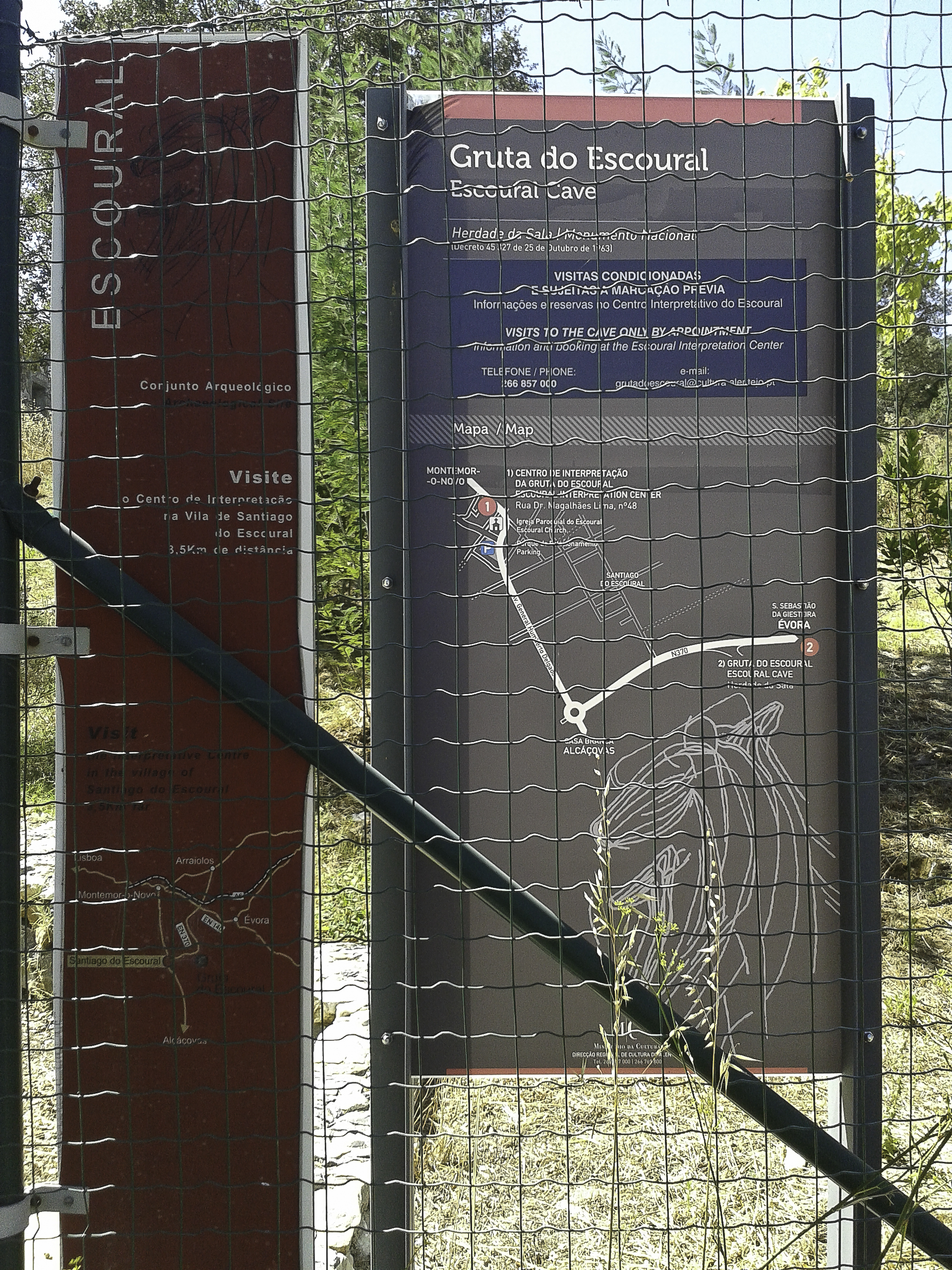
Poster informativo à entrada do conjunto arquelógico Gruta do Escoural
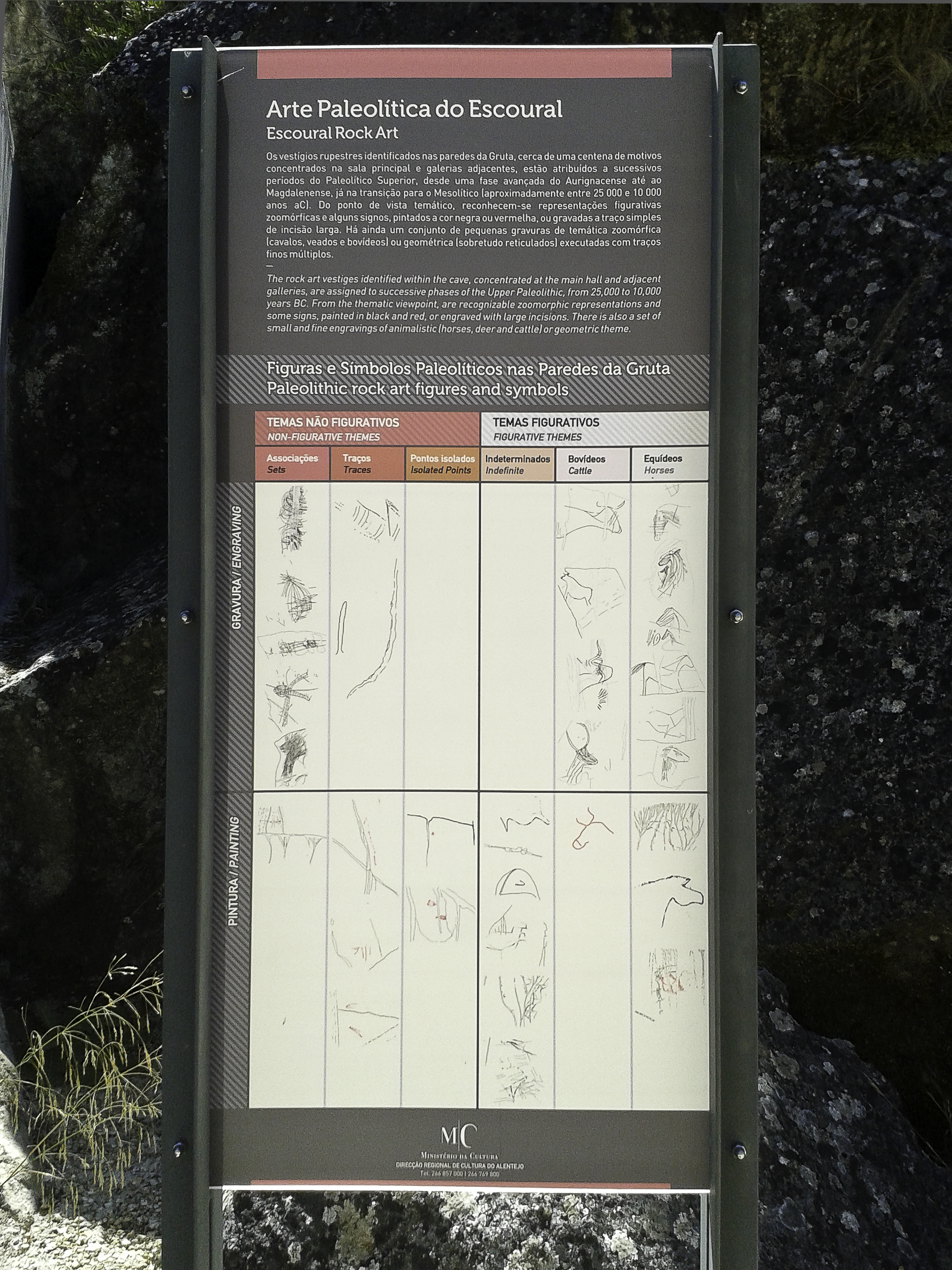
Poster informativo sobre a arte paleolítica da Gruta do Escoural
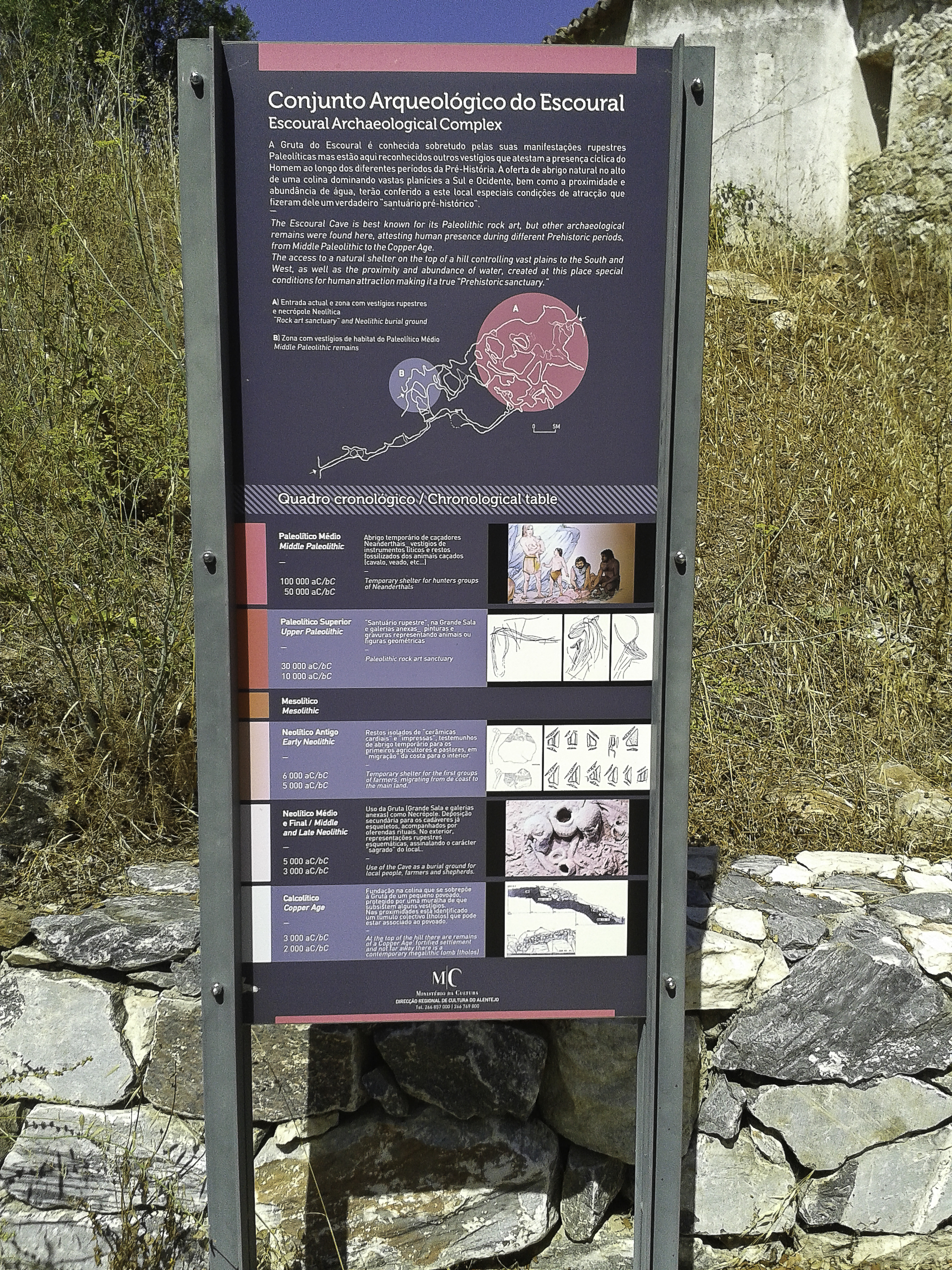
Poster informativo sobre o conjunto arqueológico da Gruta do Escoural
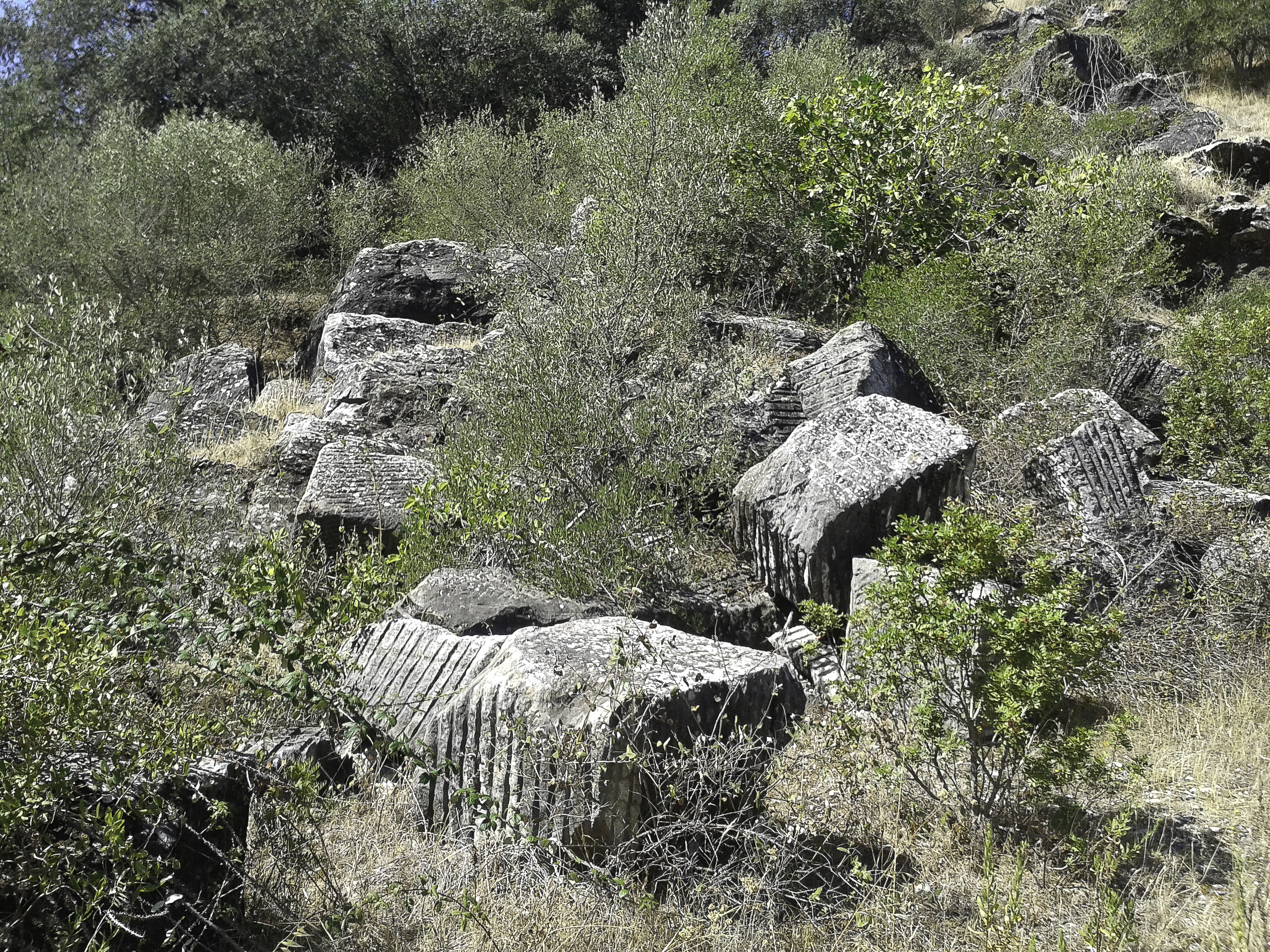
Restos da exploração de pedra na Herdade da Sala - Gruta do Escoural
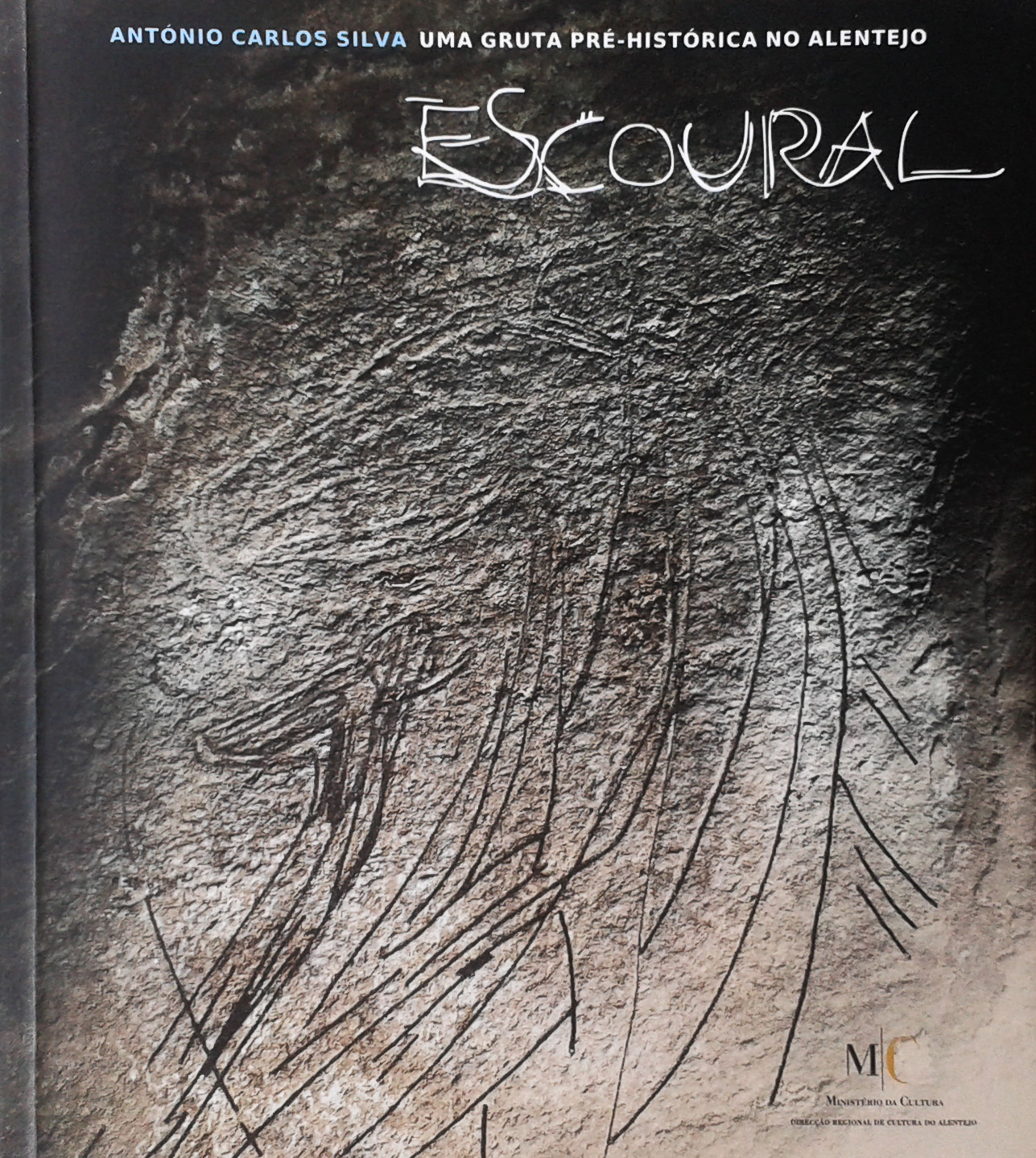
Capa do Livro de António Carlos Silva: Uma gruta pré-histórica no Alentejo - Escoural
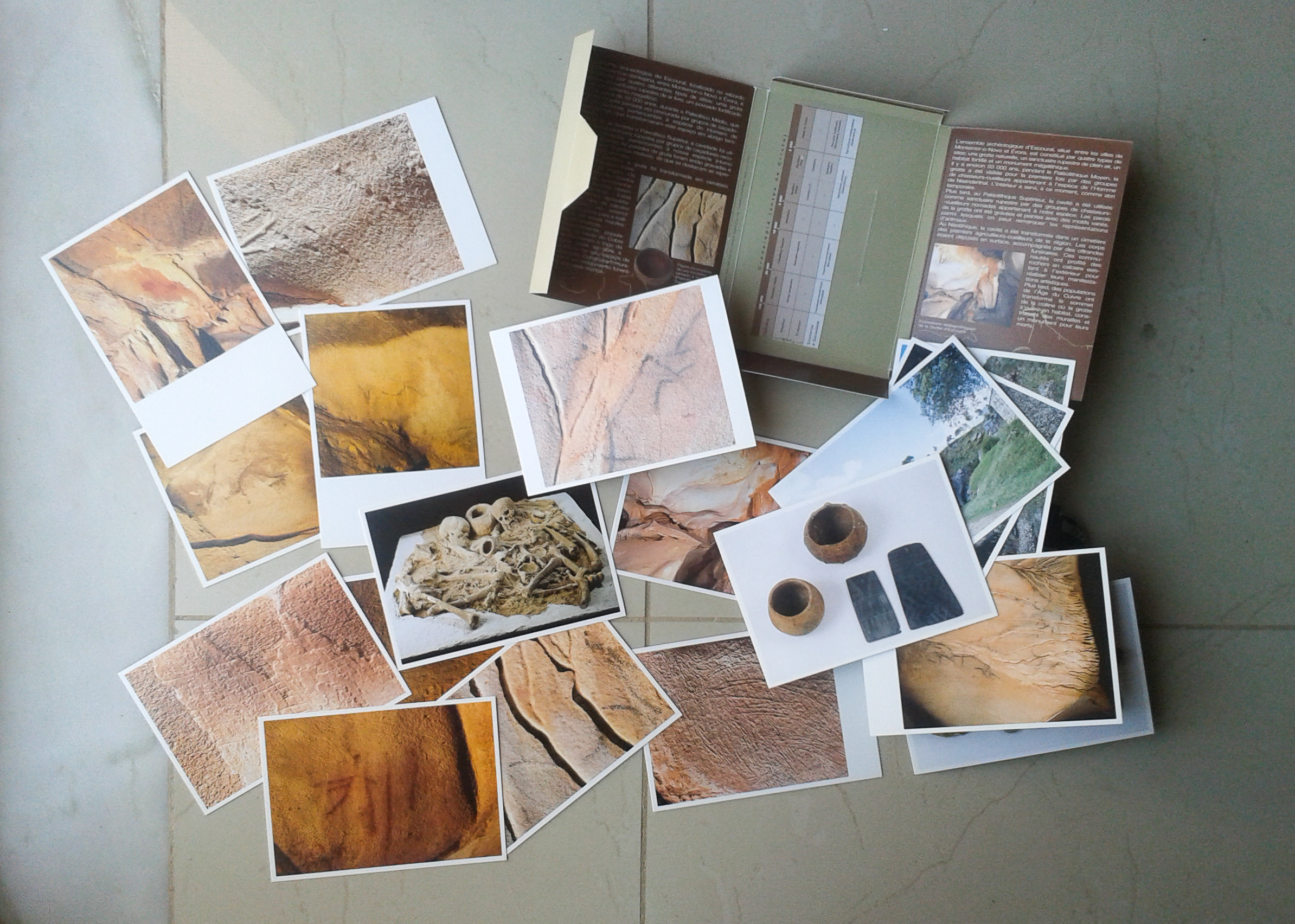
Coleção de postais sobre o Conjunto Arqueológico do Escoural
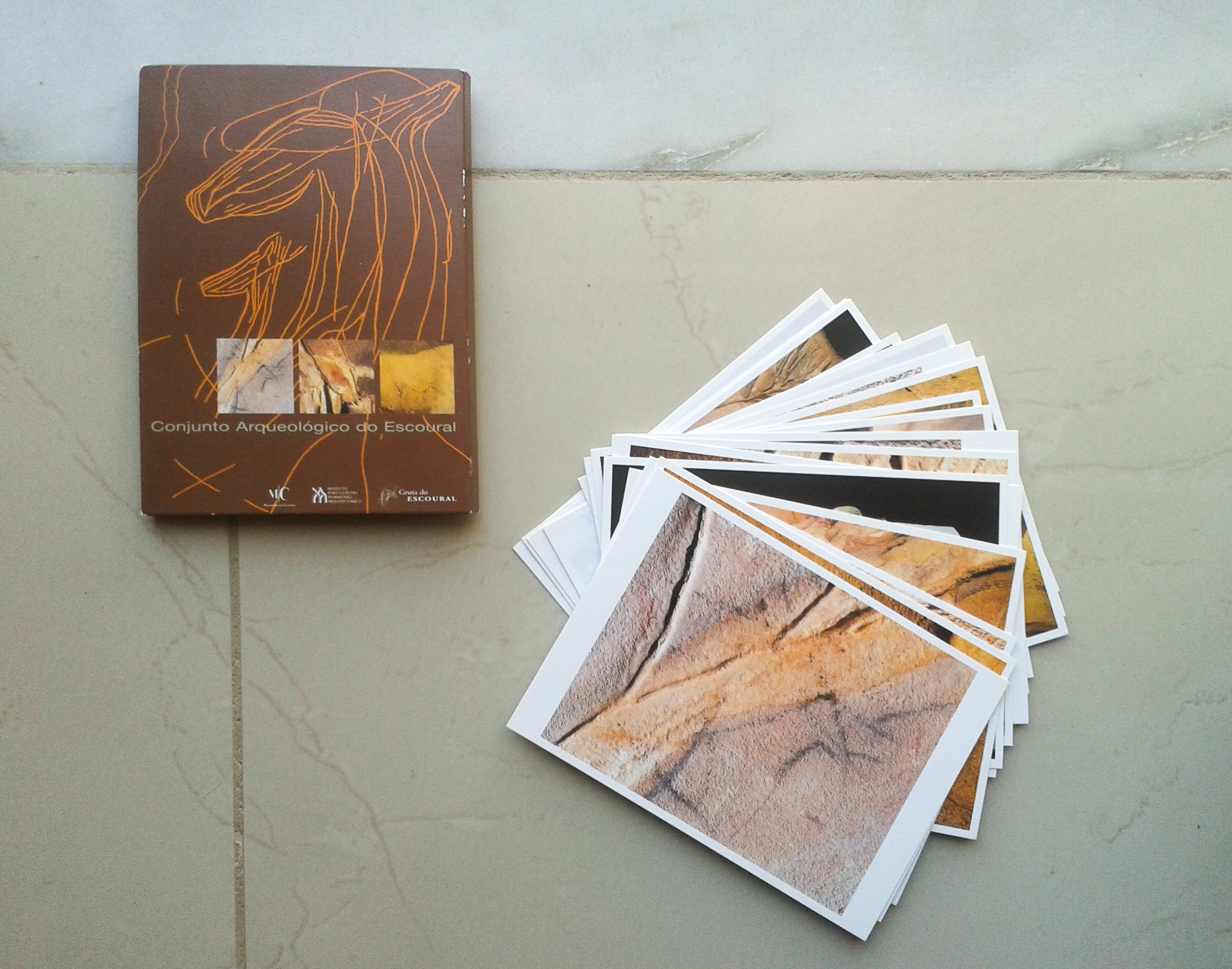
Coleção de postais sobre o Conjunto Arqueológico do Escoural"